# Stea variabilă semiregulată

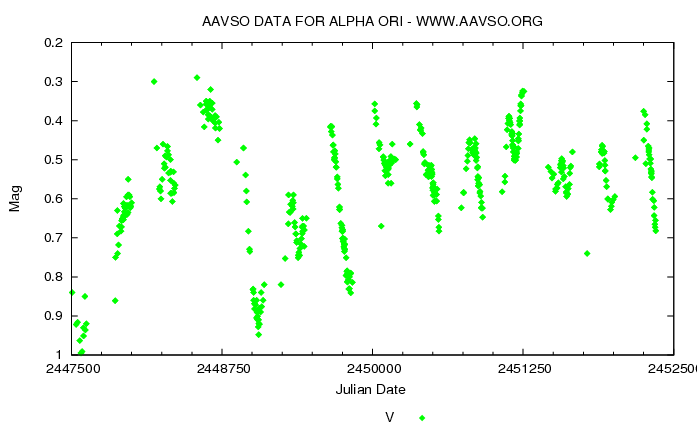
Curba de lumină a stelei variabile semiregulate Betelgeuse

O stea variabilă semiregulată este o stea gigantă sau supergigantă de tip spectral intermediar sau tardiv care prezintă o periodicitate marcată în variația sa de luminozitate, însoțită sau uneori întreruptă de diverse neregularități. Perioadele se situează într-o plajă mergând de la 20 până la 2.000 de zile, în timp ce forma curbelor de lumină poate fi destul de diferită și variabilă, de la un ciclu la altul. Amplitudinile pot merge de la mai multe sutimi până la mai multe magnitudini (de obicei 1-2 magnitudini în filtrul V).
Variabilele semirgulate sunt clasate în mai multe subtipuri:
- SRA: Gigante de tip spectral tardiv (M, C, S sau Me, Ce, Se) prezentând o periodicitate durabilă și în general o slabă amplitudine, mai mică de 2,5 magnitudini în spectrul vizibil. Z Aquarii este un exemplu al acestui tip. Amplitudinile și forma curbelor de lumină variază în mod obișnuit, iar perioadele merg de la 35 la 1.200 de zile. Multe dintre aceste stele variabile diferă de variabilele Mira doar prin amplitudini de luminozitate mai slabe.
- SRB: Gigante de tip spectral tardiv (M, C, S sau Me, Ce, Se) având o periodicitate puțin definită (cicluri medii mergând de la 20 la 2.300 de zile) sau prezentând alternanțe de variații periodice și de variații lente neregulate. Unele dintre ele pot uneori chiar să se oprească să varieze un anumit timp. RR Coronae Borealis și AF Cygni sunt exemple ale acestui comportament. Se poate totuși să i se atribuie fiecărei stele de acest tip câte o perioadă medie. În câteva cazuri, prezența simultană a două perioade de variație sau mai multe este observată.
- SRC: Supergigante de tip spectral tardiv (M, C, S sau Me, Ce, Se) cu amplitudini de circa 1 magnitudine și perioade de variație mergând de la 30 de zile la mai multe mii de zile. Mu Cephei este un strălucitor exemplu al acestui tip.
- SRD: Gigante sau supergigante de tip spectral F, G sau K, având uneori linii de emisie în spectrele lor. Amplitudinile variației luminozității merg de la 0,1 la 4 magnitudini, iar perioadele sunt cuprinse între 30 și 1.100 de zile. SX Herculis și SV Ursae Majoris sunt exemple ale acestui tip. În M13, amatorul poate vedea o duzină de variabile roșii cu magnitudini cuprinse între 11,95 și 12,25, cu perioade mergând de la 43 de zile (V24) până la 97 de zile (V43).
- SRS: Gigante roșii pulsante semiregulate cu scurte perioade (de la câteva zile până la o lună), pulsând probabil pe frecvențe înalte. Prototipul lor este AU Arietis.